# Mesopolobus lichtensteini
Mesopolobus lichtensteini är en stekelart som först beskrevs av Mayr 1903.  Mesopolobus lichtensteini ingår i släktet Mesopolobus och familjen puppglanssteklar. Inga underarter finns listade i Catalogue of Life.